# Јошевик
Јошевик (алб. Jasheviku) је насеље у општини Звечан, Косово и Метохија, Република Србија. Село је након 1999. познато као Јешевик (алб. Jeshevik)

## Географија
Јошевик је између Ибра и ушћа његових притока Бреснице и Бањске Реке. Куће су у долини Бањске Реке и по странама косе на десној страни реке, скупно чине насеље мање разбијеног типа. Вода се захвата с два извора, један је у Старом Селу а други код кафане; у потесу извори су код Мечкине Рупе, у Дреновим Њивама и Врућа Вода, сумпоровита, у кориту Бресничке Реке. Поред пута, који води из Јошевика за Валач, има озидана чесма с каменим коритом, на којој се поји стока, а лети се са ње узима вода за домаће потребе. Стока се поји и на Бањској Реци, која протиче кроз село и недалеко утиче у Ибар, и на Великој Реци, која извире у Дубоком Долу у потесу Јанкова Потока. Речице плаве њиве, али им не наносе штете. Кроз село воде путеви Валач–Житковац и државна Џада од Митровице за Бањску. Њиве су у Равни између Бањске Реке и Ибра и на местима која се називају: Клече, Поље, Дренове Њиве, Караул–Њива, Стара Кућа, Бела Њива; ливаде су код Вруће Воде а испаше у планини Каменици на местима Милошком Потоку, Правом Потоку, Мечкиној Рупи, Осоју, Чукари и Ровинама; шуме су у Петкову Потоку, Клечу и по Великој Шуми.

## Историја
Гробље је у Дубљу ниже кућа. Године 1948. у селу је било 47 становника. Назив села забележен је око 1316. и 1711. године, као село Јошева. Оно је било на месту Старом Селу, па се с тог места поместило око 1870. године.

## Порекло становништва по родовима
Из Старог Села преселили су се:
- Читлучани, Гвозденовић, 1 кућа, Петровићи, 2 куће, Спасојевић, 1 кућа, слава Св, Лука, мала слава Недеља по Крстовдану, су Ровчани дошли из околине Никшића, а непосредно из колашинског Читлука.
- Антонијевић, 1 кућа, слава Св. Александрије (30. VIII), је Васојевић, нема мушких потомака.
- Минић, 1 кућа, је од Лопаћана из Бојиновића у ибарском Колашину, из Лопата у Васојевићима, без мушких потомака.
- Вуловић, 1 кућа, Св. Јован, мала слава Недеља по Петровдану, је досељен из Кола, краја Валача, старином однекуд са Косова; исти род са Вуловићима у Вилишту.
- Миљковићи, 2 куће, Св. Петка, су Бјелопавлићи, овамо прешли из Бањске Реке.

## Демографија
Према проценама из 2009. године које су коришћене за попис на Косову 2011. године, ово место је имало 25 становника, насеље има српску етничку већину.
| Година       | 1948 | 1953 | 1961 | 1971 | 1981 | 1991 | 2011 |
| ------------ | ---- | ---- | ---- | ---- | ---- | ---- | ---- |
| Становништво | 47   | 62   | 70   | 82   | 89   | 113  | 25   |

|  |